# Phytomyza pallida
Phytomyza pallida este o specie de muște din genul Phytomyza, familia Agromyzidae. A fost descrisă pentru prima dată de Johann Wilhelm Meigen în anul 1838. Conform Catalogue of Life specia Phytomyza pallida nu are subspecii cunoscute.